# Jose Romeo Lazo
Jose Romeo Orquejo Lazo (ur. 23 stycznia 1949 w San Jose de Buenavista) – filipiński duchowny rzymskokatolicki, w latach 2018–2025 arcybiskup Jaro.

## Życiorys
Święcenia kapłańskie przyjął 1 kwietnia 1975 i został inkardynowany do diecezji San Jose de Antique. Pełnił funkcje m.in. ojca duchownego i rektora miejscowego seminarium, wikariusza generalnego diecezji oraz wikariusza biskupiego dla II synodu plenarnego na Filipinach.
15 listopada 2003 został mianowany biskupem Kalibo. Sakry biskupiej udzielił mu 30 grudnia 2003 ówczesny nuncjusz apostolski na Filipinach, abp Antonio Franco.
21 lipca 2009 papież Benedykt XVI mianował go biskupem diecezji San Jose de Antique.
14 lutego 2018 ogłoszono jego nominację na arcybiskupa Jaro. Ingres odbył się 17 kwietnia 2018.
2 lutego 2025 papież Franciszek przyjął jego rezygnację z pełnionego urzędu, złożoną ze względu na wiek.